# Flutter Entertainment
Flutter Entertainment ist ein börsennotierter Glücksspielkonzern, der 2016 durch die Fusion des irischen Unternehmens Paddy Power mit Betfair aus dem Vereinigten Königreich entstand. Das fusionierte Unternehmen Paddy Power Betfair wurde 2019 zu Flutter Entertainment plc umfirmiert.

## Geschichte
Paddy Power und der britische Rivale Betfair einigten sich am 8. September 2015 auf eine Fusion. Das Unternehmen befindet sich zu 52 % im Besitz der ehemaligen Paddy Power-Aktionäre und zu 48 % im Besitz der ehemaligen Betfair-Aktionäre. Die Fusion wurde am 2. Februar 2016 abgeschlossen. Am 5. April 2016 wurde bekannt gegeben, dass 650 Arbeitsplätze im Vereinigten Königreich und in der Republik Irland bei dem Unternehmen wegfallen werden.
Am 18. Oktober 2016 zahlte das Unternehmen 1,1 Millionen Dollar an diejenigen aus, die bei den Präsidentschaftswahlen in den Vereinigten Staaten auf Hillary Clinton gewettet hatten, und begründete dies mit der Gewissheit eines Sieges von Clinton. Trump gewann. Im Mai 2017 übernahm das Unternehmen den Daily-Fantasy-Sports-Anbieter Draft. Im August 2017 wurde bekannt gegeben, dass Peter Jackson, CEO von Worldpay UK, die Nachfolge von Breon Corcoran als CEO von Paddy Power Betfair antreten wird.
Im März 2018 gab das Unternehmen bekannt, dass es ein elektronisches Selbstausschlussverfahren über seine In-Shop-App einführen wird. Das neue System wird das derzeitige papierbasierte Verfahren ersetzen und im gesamten Vereinigten Königreich eingeführt werden.
Im Mai 2018 gab Paddy Power Betfair seine Absicht bekannt, FanDuel zu übernehmen, einen der beiden führenden Anbieter von Daily Fantasy Sports in den Vereinigten Staaten. Die Übernahme war Teil der Bemühungen, die Vermögenswerte des Unternehmens in den Vereinigten Staaten zu stärken, nachdem ein bundesweites Verbot von Sportwetten aufgehoben worden war. Im Rahmen der Übernahme zahlte das Unternehmen 158 Millionen US-Dollar und fusionierte seine bestehenden Geschäfte in den Vereinigten Staaten mit FanDuel, um die FanDuel Group zu bilden. Es hält eine Mehrheitsbeteiligung von 61 % mit der Option, seine Beteiligung nach drei Jahren auf 80 % und nach fünf Jahren auf 100 % zu erhöhen.
Im Oktober 2018 wurde Paddy Power Betfair von der Gambling Commission zu einer Geldstrafe in Höhe von 2,2 Millionen Pfund verurteilt, weil das Unternehmen es versäumt hatte, Kunden zu schützen, die Anzeichen von problematischem Glücksspiel aufwiesen, und weil es keine angemessenen Kontrollen zur Bekämpfung von Geldwäsche durchgeführt hatte.
Im Februar 2019 gab das Unternehmen den Erwerb einer 51%igen Mehrheitsbeteiligung an adjarabet bekannt, einem Unternehmen, das in der georgischen Glücksspielbranche tätig ist, mit einer Option auf den Erwerb der verbleibenden 49 % nach drei Jahren.
Am 6. März 2019 gab Paddy Power Betfair bekannt, dass das Unternehmen in Flutter Entertainment umbenannt wird, vorbehaltlich der Zustimmung der Aktionäre auf der Jahreshauptversammlung des Unternehmens im Mai. Flutter war ursprünglich der Name einer Wettbörse, die von Betfair im Dezember 2001 übernommen wurde. Das Unternehmen argumentierte, dass die Namensänderung die wachsende Anzahl von Verbrauchermarken in seinem Portfolio widerspiegeln sollte.
Am 2. Oktober 2019 kündigte Flutter Entertainment die Übernahme des kanadischen Glücksspielanbieters The Stars Group für 6,95 Milliarden US-Dollar an und schuf damit das weltweit größte Online-Glücksspielunternehmen, gemessen am Umsatz. Als Teil des Kaufs übernahm das Medienunternehmen Fox Corporation (das eine Minderheitsbeteiligung an The Stars Group hielt) eine Minderheitsbeteiligung von 2,6 % an Flutter Entertainment und hat die Option, im Juli 2021 einen Anteil von 18,5 % an der FanDuel Group zu erwerben. Am 3. Dezember 2020 gab Flutter bekannt, dass es einen zusätzlichen Anteil an der FanDuel Group von Fastball Holdings für 4,1 Mrd. US-Dollar in einem Cash-and-Stock-Deal erwerben und damit seinen Anteil auf 95 % erhöhen würde.
Im April 2021, inmitten der Diskussion über einen Börsengang der FanDuel Group, verklagte Fox Flutter wegen seiner Option, eine Beteiligung an FanDuel zu erwerben, mit der Begründung, dass der Kaufpreis von Fox mit 11,2 Milliarden Dollar bewertet werden sollte, was dem Kaufpreis von Flutter für FanDuel im Dezember 2020 entsprach, und nicht auf der Grundlage von Flutters Bewertung des fairen Marktwerts im Juli 2021. Im November 2022 entschied ein Schiedsgericht, dass die Fox Corporation eine Option auf den Erwerb eines 18,6 %igen Anteils an FanDuel für 3,7 Mrd. USD hat, basierend auf einer Bewertung von 20 Mrd. USD, wobei der Preis für jedes Jahr der 10-jährigen Option um 5 % steigt.
Im Dezember 2021 gab Flutter Entertainment bekannt, dass es den führenden italienischen Anbieter von Online-Spielen, Sisal Gaming, für 1,9 Mrd. Euro übernehmen wird. Der Abschluss der Transaktion wurde für das zweite Quartal 2022 erwartet.
Im Januar 2022 erwarb Flutter das Online-Bingo-Unternehmen Tombola.

## Angebote
Das Unternehmen bietet Sportwetten, Onlinepoker, Casinospiele und weitere Glücksspielangebote an. Die Marken umfassen beispielsweise Fanduel, Sky Betting, Pokerstars, Paddy Power, betfair und Fox Bet.